# Пасіонарій
Пасіонарій (людина енергонадлишкового типу)[джерело?] — в пасіонарній теорії етногенезу людина, яка має уроджену здатність абсорбувати (вбирати, поглинати) із зовнішнього середовища енергії більше, ніж це потрібно для лише особистого і видового самозбереження, і спрямовувати цю енергію на цілеспрямовану роботу з видозміни навколишнього середовища. Судять про підвищену пасіонарність тієї чи іншої людини за характером її поведінки і психіки. У контексті використовують як заповзятливі, активні і ризикові люди, які прагнуть виконання поставленого завдання, які долають страх смерті.

## Загальний опис
Поняття «пасіонарність» (від лат. лат. passio — пристрасть, пристрасність) введене в обіг у 70-і рр. XX ст. Львом Гумільовим в його монографії «Етногенез і біосфера Землі».
У широкому сенсі пасіонарність означає рівень «біохімічної енергії живої речовини», що міститься в окремому індивіді або в групі людей, об'єднаних внутрішньосистемними зв'язками. Як одна з центральних категорій теорії етногенезу пасіонарність означає енергетичну напругу суспільних систем. Люди, що володіють саме такими характеристиками, виступають рушійним ядром суспільних систем і надають їм відповідного вектору розвитку.
Пасіонарії є людьми нового типу в популяції і руйнують усталений триб життя, через що вступають у конфлікт із суспільством. Вони організовуються в групи (консорції), ті, у свою чергу, стають ядрами нових етносів, що утворюються зазвичай через 130—160 років після «поштовху», і висувають ідеології, що стають їх домінантами.
У сучасній історичній та суспільних науках термін «пасіонарій» у гумільовському значенні не використовується ніде, окрім пострадянського простору. Навіть на пострадянському просторі теорії Гумільова неодноразово зазнавали критики, як за свою ідеологізованість, так і за ненауковість. Тімоті Снайдер називає Гумільова «(…)типовим радянським самоуком, сповненим ентузіазму аматором у кількох дисциплінах».

## Цікаві факти
- Про пасіонарну еліту згадував С. Вакарчук в ефірі каналу Громадське телебачення 12.08.2015[3]
- Пероганич Юрій Йосипович запропонував термін «вікіпедійна пасіонарність» — число активних редакторів Вікіпедії на 1 мільйон населення. За цим критерієм українці посідають п'яте місце серед усіх народів, які мають понад 40 мільйонів носіїв мови. А перші за пасіонарністю серед усіх націй світу — естонці, ізраїльтяни, шведи, норвежці та фіни[4]